# Pacios (Fonsagrada)
Pacios (llamada oficialmente Santa María de Pacios) es una parroquia y una aldea española del municipio de Fonsagrada, en la provincia de Lugo, Galicia.

## Organización territorial
La parroquia está formada por cuatro entidades de población:
- Brañas
- Ferreirola
- Leituego
- Mourisco
- Pacios
- Teixeira

## Demografía

### Parroquia
| Gráfica de evolución demográfica de Pacios (parroquia) entre 2000 y 2019 |
|                                                                          |
| Datos según el nomenclátor publicado por el INE.                         |

### Aldea
| Gráfica de evolución demográfica de Pacios (aldea) entre 2000 y 2019 |
|                                                                      |
| Datos según el nomenclátor publicado por el INE.                     |